# Quote Unquote
«Quote Unquote» es el primer y único sencillo del grupo Mr.Bungle, de su álbum debut homónimo. Un vídeo fue grabado y estrenado en MTV, obtuvo poca rotación y fue quitado inmediatamente por su contenido, en especial la escena en la que los miembros salían ahorcados y convulsionando. Un CD de Promoción fue lanzado, este incluye la versión especial para la radio, con muchos samplers de ambientación quitados, así como efectos, y de paso es más corta que la versión original. Es sabido que la letra fue escrita por Mike Patton, en una entrevista de Trey Spruance.
Originalmente, en las primeras ediciones del álbum, el track se llamaba "Travolta", en referencia al actor John Travolta, pero finalmente el nombre fue cambiado debido a razones legales. Aun así, aparece mencionado en la letra de la canción.

## Lista de canciones

### Quote Unquote (CD)
Todas las canciones escritas y compuestas por Trey Spruance, Trevor Dunn y Mike Patton. 
| N.º   | Título                       | Duración |  |
| 1.    | «Quote Unquote (Radio edit)» | 4:27     |  |
| 2.    | «Quote Unquote (Original)»   | 06:56    |  |
| 11:23 |                              |          |  |